# Чемпіонат світу з League of Legends 2022
Чемпіонат світу з League of Legends 2022 — дванадцятий щорічний кіберспортивний міжнародний турнір з багатокористувацької онлайн гри League of Legends. Організатором є розробник гри Riot Games. Турнір проходив з 29 вересня по 5 листопада в Мексиці та США.
Двадцять чотири команди з 11 регіонів пройшли кваліфікацію та отримали прохід до турніру на основі їхнього місця в регіональних змаганнях. Дванадцять з цих команд повинні були потрапити до основного турніру через стадію плей-ін.
29 серпня Riot Games оголосили й показали новий Кубок Викликача, який отримає переможець фіналу. Темою турніру було оголошено пісню «Star Walkin'» у виконанні Lil Nas X.
DRX виграли турнір, перемігши у фінальній серії T1 з рахунком 3:2. Це був перший міжнародний титул, здобутий DRX, а також перший титул, здобутий командою, що грала в плей-ін. DRX вважалася командою-аутсайдером, яка ледве потрапила на турнір під останнім номером посіву від Південної Кореї, і протистояла фаворитам турніру, в тому числі чинному чемпіону світу EDG.

## Відібрані команди
Китай (LPL) та Південна Корея (LCK) отримали додаткові місця, загалом до чотирьох представників від кожного регіону.
Через російське вторгнення в Україну, кандидат від СНД (LCL) не зможе поїхати на турнір цього року, їхнє місце буде віддано Європі (LEC) через їхні високі показники за останні два роки, таким чином, LEC матиме чотирьох представників від регіону.
4 найкращі регіони в Mid-Season Invitational 2022 (LPL, LCK, LEC, LCS) потрапляють до 1 групи на груповому етапі чемпіонату.
| ID                        | Регіон                                        | Ліга                      | Група                     | Команда                   | Шлях до кваліфікації              |
| Початок у груповій стадії | Початок у груповій стадії                     | Початок у груповій стадії | Початок у груповій стадії | Початок у груповій стадії | Початок у груповій стадії         |
| ------------------------- | --------------------------------------------- | ------------------------- | ------------------------- | ------------------------- | --------------------------------- |
| GEN                       | Південна Корея                                | LCK                       | 1                         | Gen.G                     | Чемпіон літнього спліту           |
| T1                        | Південна Корея                                | LCK                       | 2                         | T1                        | Переможець по чемпіонським очкам  |
| DWG                       | Південна Корея                                | LCK                       | 3                         | DWG KIA                   | 1-ше місце регіонального фіналу   |
| JDG                       | Китай                                         | LPL                       | 1                         | JD Gaming                 | Чемпіон літнього спліту           |
| TES                       | Китай                                         | LPL                       | 2                         | Top Esports               | Переможець по чемпіонським очкам  |
| EDG                       | Китай                                         | LPL                       | 3                         | Edward Gaming             | 1-ше місце регіонального фіналу   |
| RGE                       | Європа                                        | LEC                       | 1                         | Rogue                     | Чемпіон літнього спліту           |
| G2                        | Європа                                        | LEC                       | 2                         | G2 Esports                | 2-ге місце у літньому спліті      |
| C9                        | Північна Америка                              | LCS                       | 2                         | Cloud9                    | 1-ше місце на чемпіонаті          |
| 100                       | Північна Америка                              | LCS                       | 3                         | 100 Thieves               | 2-ге місце на чемпіонаті          |
| CFO                       | Тайвань/Гонконг/Макао та Південно-Східна Азія | PCS                       | 2                         | CTBC Flying Oyster        | Чемпіон літнього спліту           |
| GAM                       | В'єтнам                                       | VCS                       | 3                         | GAM Esports               | Чемпіон літнього спліту           |
| Початок у Play-in         |                                               |                           |                           |                           |                                   |
| RNG                       | Китай                                         | LPL                       | 1                         | Royal Never Give Up       | 2-ге місце у регіональному фіналі |
| DRX                       | Південна Корея                                | LCK                       | 1                         | DRX                       | 2-ге місце у регіональному фіналі |
| FNC                       | Європа                                        | LEC                       | 1                         | Fnatic                    | 3-тє місце літнього спліту        |
| MAD                       | Європа                                        | LEC                       | 2                         | MAD Lions                 | 4-те місце літнього спліту        |
| BYG                       | Тайвань/Гонконг/Макао та Південно-Східна Азія | PCS                       | 1                         | Beyond Gaming             | 2-ге місце у літньому спліті      |
| EG                        | Північна Америка                              | LCS                       | 2                         | Evil Geniuses             | 3-тє місце на чемпіонаті          |
| SGB                       | В'єтнам                                       | VCS                       | 2                         | Saigon Buffalo            | 2-ге місце у літньому спліті      |
| CHF                       | Океанія                                       | LCO                       | 3                         | Chiefs Esports Club       | Чемпіон 2 спліту                  |
| IW                        | Туреччина                                     | TCL                       | 3                         | Istanbul Wildcats         | 1-ше місце у літньому спліті      |
| DFM                       | Японія                                        | LJL                       | 2                         | DetonatioN FocusMe        | 1-ше місце у літньому спліті      |
| LLL                       | Бразилія                                      | CBLOL                     | 2                         | LOUD                      | Чемпіон 2 спліту                  |
| ISG                       | Латинська Америка                             | LLA                       | 2                         | Isurus                    | Остаточний чемпіон                |

## Місця проведення
Мехіко, Нью-Йорк, Атланта та Сан-Франциско — чотири міста, обрані для проведення турніру. Раніше Торонто було обрано для проведення півфіналу, але пізніше Riot Games вирішили провести його в Атланті через те, що COVID-19 вплинув на можливість отримання багаторазових віз з Канади до США в необхідні терміни.
| Мехіко, Мексика       | США                          | США               | США               |
| Мехіко, Мексика       | Нью-Йорк                     | Атланта           | Сан-Франциско     |
| --------------------- | ---------------------------- | ----------------- | ----------------- |
| Плей-ін               | Групова стадія & чвертьфінал | Півфінал          | Фінал             |
| Стадіон Arena Esports | Хулу Театр                   | Стейт Фарм-арена  | Чейз-центер       |
| Місткість: 100        | Місткість: 5,600             | Місткість: 21,000 | Місткість: 18,060 |
|                       |                              |                   |                   |

## Попередня стадія

### Груповий етап Play-in
- Дата та час проведення: 29 вересня – 2 жовтня.
- Дванадцять команд були розбиті на дві групи по шість команд у кожній відповідно до їхнього посіву. Дві команди від LEC не змогли потрапити в одну групу.
- Турнір проходив за коловою системою, всі матчі були на виліт.
- Якщо команди мали однакову кількість перемог та поразок, гралися тай-брейки. Двостороння нічия не порушувалася за результатами особистої зустрічі між командами, однак команда, яка перемогла в особистій зустрічі, отримувала право вибору сторони в матчі на тай-брейку.
- Команда, що посіла перше місце, автоматично потрапляла до основної сітки, команди з другого по четверте місце в кожній групі виходили до стикових матчів, а команда, що посіла друге місце, отримувала перепустку до 2 матчу. Дві команди, що посіли останні місця, вибували.

| Місце | Команда             | Перемог | Поразок | Кваліфікація                |
| ----- | ------------------- | ------- | ------- | --------------------------- |
| 1     | Fnatic              | 4       | 1       | Перехід до групового етапу  |
| 2     | Evil Geniuses       | 5       | 2       | Перехід до 1 раунду плей-оф |
| 3     | LOUD                | 3       | 3       | Перехід до 2 раунду плей-оф |
| 4     | DetonatioN FocusMe  | 3       | 3       | Перехід до 2 раунду плей-оф |
| 5     | Beyond Gaming       | 2       | 3       |                             |
| 6     | Chiefs Esports Club | 0       | 5       |                             |

| Місце | Команда             | Перемог | Поразок | Кваліфікація                |
| ----- | ------------------- | ------- | ------- | --------------------------- |
| 1     | DRX                 | 5       | 0       | Перехід до групового етапу  |
| 2     | Royal Never Give Up | 4       | 1       | Перехід до 1 раунду плей-оф |
| 3     | MAD Lions           | 3       | 2       | Перехід до 2 раунду плей-оф |
| 4     | Saigon Buffalo      | 2       | 3       | Перехід до 2 раунду плей-оф |
| 5     | Isurus              | 1       | 4       |                             |
| 6     | Istanbul Wildcats   | 0       | 5       |                             |

### Нокаут-стадія
- Дата і час: 3-4 жовтня.
- Формат «Король гори» з двома групами. Команди, що посіли треті місця в групі, зустрічалися з командами четвертих місць в тій же групі, в першому матчі. Переможці грали у 2 матчах з командами, що посіли другі місця в протилежних групах.
- Олімпійська система. Всі матчі проходили за принципом BO5.
- Переможці других матчів у кожній групі виходили до основної групової стадії.

| 1 матч             | 1 матч |  |  | 2 матч              | 2 матч |  |                     | Прохід у групову стадію | Прохід у групову стадію |
|                    |        |  |  |                     |        |  |                     |                         |                         |
|                    |        |  |  | Royal Never Give Up | 3      |  |                     |                         |                         |
| LOUD               | 1      |  |  | DetonatioN FocusMe  | 1      |  |                     |                         |                         |
| DetonatioN FocusMe | 3      |  |  |                     |        |  | Royal Never Give Up | П                       |                         |
|                    |        |  |  |                     |        |  | Evil Geniuses       | П                       |                         |
|                    |        |  |  | Evil Geniuses       | 3      |  |                     |                         |                         |
| MAD Lions          | 3      |  |  | MAD Lions           | 0      |  |                     |                         |                         |
| Saigon Buffalo     | 1      |  |  |                     |        |  |                     |                         |                         |

## Групова стадія
- Дата і час: 7-16 жовтня
- Шістнадцять команд були розбиті на чотири групи по чотири команди в кожній відповідно до їхнього посіву. Команди з одного регіону не могли бути розміщені в одній групі.
- Всі матчі були за принципом BOB.
- Якщо команди мали однакову кількість перемог і поразок та однакову кількість очних зустрічей, то за перше або друге місце гралися матчі тай-брейки. Якщо більше ніж дві команди мали однакові показники, місця на тай-брейку визначалися за сумою часу переможних матчів команд.
- Дві кращі команди виходили у плей-оф. Дві команди, що посіли останні місця, вибували.

### Група A
| Місце | Команда       | Перемог | Поразок | Кваліфікація   |
| ----- | ------------- | ------- | ------- | -------------- |
| 1     | T1            | 5       | 1       | Прохід у фінал |
| 2     | Edward Gaming | 4       | 2       | Прохід у фінал |
| 3     | Fnatic        | 2       | 4       |                |
| 4     | Cloud9        | 1       | 5       |                |

### Група B
| Місце | Команда       | Перемог | Поразок | Кваліфікація   |
| ----- | ------------- | ------- | ------- | -------------- |
| 1     | JD Gaming     | 6       | 1       | Прохід у фінал |
| 2     | DWG KIA       | 5       | 2       | Прохід у фінал |
| 3     | Evil Geniuses | 1       | 5       |                |
| 4     | G2 Esports    | 1       | 5       |                |

### Група C
| Місце | Команда     | Перемог | Поразок | Кваліфікація   |
| ----- | ----------- | ------- | ------- | -------------- |
| 1     | DRX         | 5       | 2       | Прохід у фінал |
| 2     | Rogue       | 4       | 3       | Прохід у фінал |
| 3     | Top Esports | 3       | 3       |                |
| 4     | GAM Esports | 1       | 5       |                |

### Група D
| Місце | Команда             | Перемог | Поразок | Кваліфікація   |
| ----- | ------------------- | ------- | ------- | -------------- |
| 1     | Gen.G               | 6       | 1       | Прохід у фінал |
| 2     | Royal Never Give Up | 5       | 2       | Прохід у фінал |
| 3     | CTBC Flying Oyster  | 1       | 5       |                |
| 4     | 100 Thieves         | 1       | 5       |                |

## Плей-оф
- Дата і час: 20 жовтня - 5 листопада
- Вісім команд з групового етапу потрапили в одну сітку на виліт.
- Всі матчі проходили за принципом BO5.
- Команда, що посіла перше місце в кожній групі, грала з командою, що посіла друге місце в іншій групі.
- Команда, що посіла перше місце, обирала суперника для першої гри. Команда, що програла попередню гру, обирала суперника для наступної гри.
- Команди з однієї групи опинилися на протилежних сторонах сітки, що означало, що вони не могли грати одна з одною до фіналу.

### Сітка
|  | Чвертьфінал | Чвертьфінал         | Чвертьфінал |  |  | Півфінал      | Півфінал | Півфінал |  |  | Фінал | Фінал | Фінал |  |  |
|  |             |                     |             |  |  |               |          |          |  |  |       |       |       |  |  |
|  |             |                     |             |  |  |               |          |          |  |  |       |       |       |  |  |
|  | B1          | JD Gaming           | 3           |  |  |               |          |          |  |  |       |       |       |  |  |
|  | C2          | Rogue               | 0           |  |  |               |          |          |  |  |       |       |       |  |  |
|  |             |                     |             |  |  | JD Gaming     | 1        |          |  |  |       |       |       |  |  |
|  |             |                     |             |  |  | T1            | 3        |          |  |  |       |       |       |  |  |
|  | A1          | T1                  | 3           |  |  |               |          |          |  |  |       |       |       |  |  |
|  | D2          | Royal Never Give Up | 0           |  |  |               |          |          |  |  |       |       |       |  |  |
|  |             |                     |             |  |  |               |          |          |  |  |       | T1    | 2     |  |  |
|  |             |                     |             |  |  |               |          |          |  |  |       | DRX   | 3     |  |  |
|  | D1          | Gen.G Esports       | 3           |  |  |               |          |          |  |  |       |       |       |  |  |
|  | B2          | DWG KIA             | 2           |  |  |               |          |          |  |  |       |       |       |  |  |
|  |             |                     |             |  |  | Gen.G Esports | 1        |          |  |  |       |       |       |  |  |
|  |             |                     |             |  |  | DRX           | 3        |          |  |  |       |       |       |  |  |
|  | C1          | DRX                 | 3           |  |  |               |          |          |  |  |       |       |       |  |  |
|  | A2          | EDward Gaming       | 2           |  |  |               |          |          |  |  |       |       |       |  |  |

## Результати

### Рейтинг команд
| Місце | Команда             | Попередня стадія | Нокаут-стадія 1 | Нокаут-стадія 2 | Групова стадія | Чвертьфінал | Півфінал   | Фінал   | Приз (%) | Приз (USD) |
| ----- | ------------------- | ---------------- | --------------- | --------------- | -------------- | ----------- | ---------- | ------- | -------- | ---------- |
| 1     | DRX                 | 5–0              | –               | –               | 4–2            | 3–2         | 3–1        | 3–2     | 22%      | $489,500   |
| 2     | T1                  | –                | –               | –               | 5–1            | 3–0         | 3–1        | 2–3     | 15%      | $333,750   |
| 3–4   | JD Gaming           | –                | –               | –               | 5–1            | 3–0         | 1–3        |         | 8%       | $178,000   |
| 3–4   | Gen.G               | –                | –               | –               | 5–1            | 3–2         | 1–3        |         | 8%       | $178,000   |
| 5–8   | DWG KIA             | –                | –               | –               | 5–1            | 2–3         |            | 4.5%    | $100,125 |            |
| 5–8   | Edward Gaming       | –                | –               | –               | 4–2            | 2–3         |            | 4.5%    | $100,125 |            |
| 5–8   | Royal Never Give Up | 4–1              | –               | 3–1             | 5–1            | 0–3         |            | 4.5%    | $100,125 |            |
| 5–8   | Rogue               | –                | –               | –               | 4–2            | 0–3         |            | 4.5%    | $100,125 |            |
| 9–10  | Top Esports         | –                | –               | –               | 3–3            |             | 2.5%       | $55,625 |          |            |
| 9–10  | Fnatic              | 4–1              | –               | –               | 2–4            |             | 2.5%       | $55,625 |          |            |
| 11–14 | Evil Geniuses       | 3–2              | –               | 3–0             | 1–5            | 2.375%      | $52,843.75 |         |          |            |
| 11–14 | G2 Esports          | –                | –               | –               | 1–5            | 2.375%      | $52,843.75 |         |          |            |
| 11–14 | 100 Thieves         | –                | –               | –               | 1–5            | 2.375%      | $52,843.75 |         |          |            |
| 11–14 | CTBC Flying Oyster  | –                | –               | –               | 1–5            | 2.375%      | $52,843.75 |         |          |            |
| 15–16 | Cloud9              | –                | –               | –               | 1–5            | 2.25%       | $50,062.50 |         |          |            |
| 15–16 | GAM Esports         | –                | –               | –               | 1–5            | 2.25%       | $50,062.50 |         |          |            |
| 17–18 | DetonatioN FocusMe  | 3–2              | 3–1             | 1–3             |                | 1.75%       | $38,937.50 |         |          |            |
| 17–18 | MAD Lions           | 3–2              | 3–1             | 0–3             |                | 1.75%       | $38,937.50 |         |          |            |
| 19–20 | LOUD                | 3–2              | 1–3             |                 | 1.5%           | $33,375     |            |         |          |            |
| 19–20 | Saigon Buffalo      | 2–3              | 1–3             |                 | 1.5%           | $33,375     |            |         |          |            |
| 21–22 | Beyond Gaming       | 2–3              |                 | 1%              | $22,250        |             |            |         |          |            |
| 21–22 | Isurus              | 1–4              |                 | 1%              | $22,250        |             |            |         |          |            |
| 23–24 | Chiefs Esports Club | 0–5              | 0.75%           | $16,687.50      |                |             |            |         |          |            |
| 23–24 | Istanbul Wildcats   | 0–5              | 0.75%           | $16,687.50      |                |             |            |         |          |            |
| Місце | Команда             | Попередня стадія | Нокаут-стадія 1 | Нокаут-стадія 2 | Групова стадія | Чвертьфінал | Півфінал   | Фінал   | Приз (%) | Приз (USD) |

## Премії
| Год  | Премия               | Номинация                       | Результат |
| ---- | -------------------- | ------------------------------- | --------- |
| 2022 | The Game Awards 2022 | «Найкраща кіберспортивна подія» | Перемога  |

1. 1 2 3 4 5 6 7 8 9  Без урахування тай-брейків.

1. ↑  League of Legends Worlds 2022 Dates and Seeding. lolesports.com. Процитовано 22 липня 2022.
2. ↑  LoL Esports – LoL Esports, Tiffany & Co. Unveil New Summoner's Cup. lolesports.com. Процитовано 1 вересня 2022.
3. ↑  Валерій, Лавровський (23 вересня 2022). Lil Nas X випустив пісню-гімн чемпіонату світу з League of Legends. СЛУХ — медіа про музику та все, що навколо неї. Процитовано 19 вересня 2024.
4. ↑  Liao, Shannon (5 листопада 2022). DRX beats T1 to win 2022 League of Legends World Championship. Washington Post. Процитовано 6 листопада 2022.
5. ↑  Континентальну лігу по League of Legends відмінено із-за війни в Україні (укр.). 25 березня 2022.
6. ↑  Esguerra, Tyler (21 липня 2022). LOL Worlds 2022 | Dates, Schedule & Where It Be Held?. Dot Esports (амер.). Процитовано 22 серпня 2022.
7. ↑  Atlanta's State Farm Arena Welcomes LoL Esports for the 2022 League of Legends World Championship. LoL Esports. 30 червня 2022.